# Four Music
La Four Music è un'etichetta discografica tedesca, inizialmente aveva sede a Stoccarda, ma è stata spostata a Berlino, nel quartiere Kreuzberg. L'etichetta lavora soprattutto nell'ambito del reggae, del rap e dell'R'n'B. È stata fondata nel 1996 dal gruppo rap tedesco Die Fantastischen Vier.
Il maggiore successo in patria dell'etichetta è arrivato nel 2004 con l'album Confidence di Gentleman, con Viel dei Die Fantastischen Vier e con l'album di debutto di Max Herre, che si sono piazzati nella top 3 nazionale. Nel luglio 2005 l'etichetta è stata acquistata al 50% dalla Sony BMG.

## Artisti
- Afrob
- Blumentopf
- Clueso
- F.U.N.
- Gentleman
- Gods of Blitz
- Icke & Er
- Indra Afia
- Jason Rowe
- Joy Denalane
- Lisi
- Laura López Castro
- Mariannenplatz
- Max Herre
- Miss Platnum
- Mocky
- One Two
- TempEau
- Trost
- Turntablerocker
- Freundeskreis
- Sprachlabor
- Marteria
- Blumentopf
- Chakuza

## Artisti precedenti
- Die Fantastischen Vier
- Dj Friction
- Franky Kubrick
- Lemonbabies
- Manumatei
- Mars
- Sedoussa
- Sens Unik
- Silly Walks Movement
- Son Goku
- The Pharcyde
- Tiefschwarz
- Zinoba